# Memoriał Edwarda Jancarza 2008
XI Memoriał im. Edwarda Jancarza odbył się 21 czerwca 2008 roku na stadionie im. Edwarda Jancarza w Gorzowie Wielkopolskim. Turniej wygrał Australijczyk Jason Crump. Zawody oglądało 6500 widzów. Na liście startowej tegorocznego turnieju znajdowało się 6 zawodników startujących w Grand Prix. Sędzią zawodów był Leszek Demski.

## Wyniki
| Msc. | Zawodnik                  | Kraj                  | Pkt  |             |  |
| ---- | ------------------------- | --------------------- | ---- | ----------- |  |
| 1    | (1) Jason Crump           | WTS Wrocław           | 13+3 | (2,3,3,2,3) |  |
| 2    | (14) Nicki Pedersen       | Włókniarz Częstochowa | 15+2 | (3,3,3,3,3) |  |
| 3    | (2) Krzysztof Kasprzak    | Unia Leszno           | 11+1 | (3,1,3,3,1) |  |
| 4    | (15) Tomasz Gollob        | Stal Gorzów Wlkp.     | 10+0 | (2,3,1,3,2) |  |
| 5    | (16) Damian Baliński      | Unia Leszno           | 10   | (1,3,1,3,2) |  |
| 6    | (6) Leigh Adams           | Unia Leszno           | 9    | (1,2,2,2,2) |  |
| 7    | (7) Wiesław Jaguś         | Unibax Toruń          | 8    | (0,1,3,1,3) |  |
| 8    | (3) Rafał Dobrucki        | Stal Rzeszów          | 8    | (1,0,2,2,3) |  |
| 9    | (5) Rune Holta            | Stal Gorzów Wlkp.     | 8    | (3,2,2,d,1) |  |
| 10   | (12) Sebastian Ułamek     | Włókniarz Częstochowa | 6    | (3,2,0,0,1  |  |
| 11   | (4) Peter Karlsson        | Stal Gorzów Wlkp.     | 5    | (0,1,2,0,2) |  |
| 12   | (13) Janusz Kołodziej     | Unia Tarnów           | 4    | (0,1,1,2,0) |  |
| 13   | (8) Karol Ząbik           | Unibax Toruń          | 4    | (2,0,1,0,1) |  |
| 14   | (11) Magnus Zetterström   | Wybrzeże Gdańsk       | 3    | (0,2,0,1,0) |  |
| 15   | (10) Paweł Hlib           | Stal Gorzów Wlkp.     | 2    | (2,0,0,t,0) |  |
| 16   | (9) David Ruud            | KM Ostrów Wlkp.       | 2    | (1,0,0,1,0) |  |
|      | rez. Adrian Szewczykowski | Stal Gorzów Wlkp.     | 1    | (1)         |  |
|      | rez. Paweł Zmarzlik       | Stal Gorzów Wlkp.     | ns   |             |  |

### Wyścig po wyścigu
1. Kasprzak, Crump, Dobrucki, Karlsson

2. Holta, Ząbik, Adams, Jaguś

3. Ułamek, Hlib, Ruud, Zetterström

4. Pedersen, Gollob, Baliński, Kołodziej

5. Crump, Holta, Kołodziej, Ruud

6. Pedersen, Adams, Kasprzak, Hlib

7. Gollob, Zetterström, Jaguś, Dobrucki

8. Baliński, Ułamek, Karlsson, Ząbik

9. Crump, Adams, Baliński, Zetterström

10. Kasprzak, Holta, Gollob, Ułamek

11. Pedersen, Dobrucki, Ząbik, Ruud

12. Jaguś, Karlsson, Kołodziej, Hlib

13. Pedersen, Crump, Jaguś, Ułamek

14. Kasprzak, Kołodziej, Zetterström, Ząbik

15. Baliński, Dobrucki, Szewczykowski, Holta (d), Hlib (t)

16. Gollob, Adams, Ruud, Karlsson

17. Crump, Gollob, Ząbik, Hlib

18. Jaguś, Baliński, Kasprzak, Ruud

19. Dobrucki, Adams, Ułamek, Kołodziej

20. Pedersen, Karlsson, Holta, Zetterström

Finał:

21. Crump, Pedersen, Kasprzak, Gollob